# Karl Julius Lohnert
| 618 Elfriede | 17 ottobre 1906 |
| 623 Chimaera | 22 gennaio 1907 |
| 635 Vundtia  | 9 giugno 1907   |
| 639 Latona   | 19 luglio 1907  |

Karl Julius Lohnert (Unteröwisheim, 27 ottobre 1885 – Lipsia, 21 gennaio 1944) è stato un astronomo e psicologo tedesco.
Lavorò tra il 1905 e il 1907 come assistente di Max Wolf. Studiò psicologia a Lipsia ottenendo il dottorato sotto gli insegnamenti di Wilhelm Wundt.
Il Minor Planet Center gli accredita la scoperta di quattro asteroidi, effettuate tra il 1906 e il 1907.
Gli è stato dedicato l'asteroide 11434 Lohnert.